# Pirelli
Pirelli & C.  is een belangrijk industrieel bedrijf gevestigd in de Noord-Italiaanse stad Milaan. Het is vooral bekend vanwege zijn fabricage van autobanden, maar maakt ook andere banden. Daarnaast was het een van de grootste producenten ter wereld van hoogspanningskabels. De kabelactiviteiten werden ondergebracht in de Prysmian Group en in 2005 verkocht. In november 2015 nam SinoChem heel Pirelli over. De industriële banden werden afgesplitst en in november 2017 ging Pirelli weer terug naar de beurs met als hoofdactiviteit de consumentenbanden.

## Activiteiten
Pirelli is een grote fabrikant van banden voor personen- en vrachtwagens en motorfietsen. In 2024 behaalde het een omzet van 6,8 miljard euro. Een kwart van de banden worden direct geleverd aan de fabrikant en driekwart wordt geleverd aan particulieren die hun banden moeten vervangen. De twee belangrijkste geografische afzetmarkten zijn Europa en Noord- en Zuid-Amerika. In elke regio werd ongeveer een twee vijfde derde van de totale omzet gerealiseerd.
Het aandeel van de materiaalkosten in de omzet ligt rond de 30%. Rubber, de som van natuurlijk en synthetisch, maakt hiervan twee vijfde uit, chemicaliën en textiel elk ongeveer een vijfde en staal ongeveer een tiende. Per jaar geeft Pirelli rond de 5% van de omzet uit aan R&D. In 2023 telde het bedrijf 31.219 medewerkers.

## Geschiedenis
Het bedrijf werd in 1872 opgericht door Giovanni Battista Pirelli en specialiseerde zich in het begin op de productie van rubber en afgeleide producten. Het bedrijf is nu vooral bekend om zijn autobanden en energie- en telecommunicatiekabels. In de jaren vijftig gaf Alberto Pirelli opdracht tot de bouw van een beroemde wolkenkrabber in Milaan, de Pirellitoren. Deze werd gebouwd in de omgeving waar de eerste fabriek van Pirelli in de 19e eeuw was gevestigd.
Van 1970 tot 1992 had Leopoldo Pirelli de leiding over het concern; hij was een kleinzoon van de oprichter. Hij werd opgevolgd door zijn schoonzoon Marco Tronchetti Provera.
In 1989 werd het aandeel Pirelli Tyre om belastingtechnische redenen op de Amsterdamse effectenbeurs geïntroduceerd tegen een koers van 54 gulden per aandeel. Bijna direct daarna raakte de bandenindustrie in een zware recessie en tussen 1990 en 1995 leed Pirelli Tyre een cumulatief verlies van 1,5 miljard gulden. In 1995 werd voor het eerst weer een kleine winst geboekt en in 1996 was dit gestegen naar 97 miljoen gulden. Na een bod van 22,50 gulden per aandeel verdween Pirelli Tyre in juni 1997 van de beurs in Amsterdam.
Pirelli heeft in 2000 de Nederlandse Kabelfabriek te Delft overgenomen, maar heeft deze later - bij het afstoten van al zijn kabelbelangen via de Prysmian Group - ook weer verkocht.
In maart 2014 kocht het Russische energieconcern Rosneft een aandelenbelang van 13% in Pirelli via Cam Finanziaria (CamFin). Rosneft betaalde voor dit belang ongeveer € 500 miljoen. De benzinestations van Rosneft verkopen al Pirelli banden in Rusland op basis van een bestaand commercieel contract.
In maart 2015 werd bekend dat de grootaandeelhouder CamFin in gesprek is met China Chemical Corporation om het belang over te nemen. Het Chinese bedrijf zou bereid zijn €15 per aandeel te betalen. ChemChina produceert zelf ook banden naast chemicaliën, olieproducten en kunstmest. CamFin is een gezamenlijk investeringsfonds van Rosneft en een Italiaans consortium onder aanvoering van Pirelli's bestuursvoorzitter Marco Tronchetti Provera. CamFin heeft een aandelenbelang van 26,2% in Pirelli waarmee het bod het hele bedrijf waardeert op € 7,1 miljard. Na de overname blijft de hoofdvestiging van de bandenfabrikant in Italië. In juli 2015 gaf de Europese Commissie toestemming. Op 6 november 2015 werd de overname door ChemChina afgerond en de notering van de aandelen op de beurs beëindigd.
In september 2017 heeft ChemChina besloten Pirelli weer voor een deel af te stoten. Het bedrijf gaat terug naar de beurs en de aandelen worden aangeboden voor €6,50 per stuk. Na de transactie houdt ChemChina een meerderheidsbelang van 60%. De industriële bandendivisie maakt niet langer deel uit van Pirelli, en alleen de op de particuliere automarkt gerichte bandendivisie keert terug op de beurs. Vanaf 4 oktober 2017 worden de aandelen Pirelli weer verhandeld op de Milaanse effectenbeurs. In maart 2020 was Marco Polo International Italy Srl, die aan ChemChina is gerelateerd, de grootste aandeelhouder met 45% van de aandelen. CamFin had nog 10% van de aandelen in handen en de free float was zo'n 38%.
In maart 2023 maakte ChemChina bekend de afspraken met andere grote aandeelhouders te willen herzien. De Italiaanse regering van premier Giorgia Meloni nam dit serieus op en kwam in juni met een aantal maatregelen om de macht van ChemChina te beperken. De regering wil dat CamFin als enige een nieuwe bestuursvoorzitter kan aanwijzen en beperkt de rechten van ChemChina als het gaat om grote overnames, verkopen van bedrijfsonderdelen en financiële transacties. De regering beroept zich op het nationale belang om deze beperkingen aan te kondigen.
In oktober 2023 tekende Pirelli een contract met het Public Investment Fund (PIF) van Saoedi Arabië voor de bouw van een bandenfabriek. Er komt een joint venture waarin PIF een aandelenbelang van 75% zal hebben en Pirelli de resterende 25%. De totale investering bedraagt ongeveer US$ 550 miljoen. De fabriek komt in 2026 in productie en heeft dan een productiecapaciteit van ongeveer 3,5 miljoen banden per jaar. 

## Resultaten
De resultaten van Pirelli vanaf 2008 staan in de tabel hieronder weergegeven. In 2008 leed Pirelli een groot verlies door tegenvallende autoverkopen als een gevolg van de kredietcrisis. In 2015 werd de industriële bandendivisie afgesplitst, de cijfers zijn hiervoor herzien en dit verklaart de daling van de omzet.
| Jaar    | Omzet         | Bedrijfs- resultaat | Netto- resultaat | Werknemers |
| Jaar    | (× € miljoen) | (× € miljoen)       | (× € miljoen)    | Werknemers |
| ------- | ------------- | ------------------- | ---------------- | ---------- |
| 2008    | 4660          | 43                  | −412             | 31.056     |
| 2009    | 4462          | 217                 | −23              | 29.576     |
| 2010    | 4848          | 408                 | 4                | 29.573     |
| 2011    | 5655          | 582                 | 441              | 34.259     |
| 2012    | 6072          | 781                 | 398              | 37.338     |
| 2013    | 6146          | 791                 | 307              | 37.979     |
| 2014    | 6018          | 838                 | 333              | 37.561     |
| 2015    | 6309          | 850                 | −384             | 36.754     |
| 2015(h) | 4785          | 772                 | −378             | -          |
| 2016    | 4976          | 687                 | 148              | 29.787     |
| 2017    | 5352          | 674                 | 176              | 30.189     |
| 2018    | 5195          | 703                 | 442              | 31.489     |
| 2019    | 5323          | 743                 | 458              | 31.575     |
| 2020    | 4302          | 219                 | 43               | 30.510     |
| 2021    | 4332          | 577                 | 322              | 30.690     |
| 2022    | 6616          | 791                 | 436              | 31.301     |
| 2023    | 6650          | 808                 | 496              | 31.072     |
| 2024    | 6773          | 903                 | 501              | 31.219     |

## Trivia

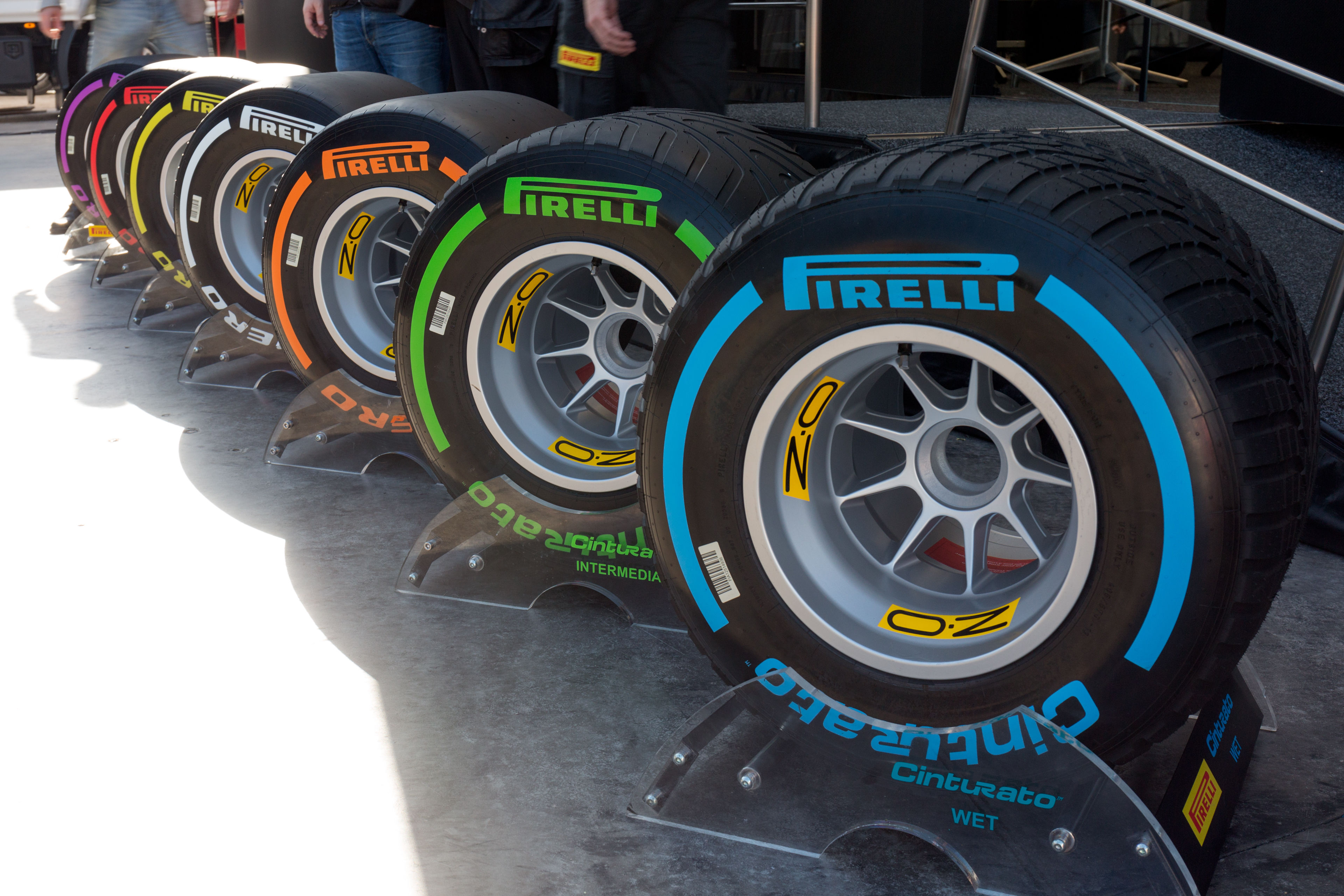
Vijf verschillende droogweerbanden voor de Formule 1 in 2017: v.l.n.r. de vijf soorten van zacht naar hard, de intermediate (groen), en de full-wetband (blauw)

- De Pirellikalender is zeer bekend en verschijnt jaarlijks. Hij bevat regelmatig wereldberoemde actrices en modellen. De meest toonaangevende modefotografen hebben sinds 1964 meegewerkt aan deze kalender.
- Het bedrijf was van 1995 tot juni 2021 hoofdsponsor van Inter Milaan.
- In de periodes 1950-1958, 1981-1986, en 1989-1991 leverde Pirelli banden aan de Formule 1-bolides. Dat waren ruim 200 Grands Prix en dat bracht 44 overwinningen op voor het bandenmerk. Vanaf 2011 maakte Pirelli zijn rentree in de Formule 1 als (enige) leverancier van banden.